# Chomicze (okręg wileński)
Chomicze (lit. Kamičiai) − wieś na Litwie, w gminie rejonowej Soleczniki, 1 km na południowy wschód od Dajnowy, zamieszkana przez 14 ludzi. Przed II wojną światową w Polsce, w powiecie lidzkim województwa nowogródzkiego.